# Estación de Hasle-Rüegsau
La estación de Hasle-Rüegsau es una estación ferroviaria de la comuna suiza de Hasle bei Burgdorf, en el Cantón de Berna.

## Historia y situación
La estación de Hasle-Rüegsau fue inaugurada en el año 1881 con la puesta en servicio del tramo Burgdorf - Obermatt (punto de conexión con la línea Berna - Lucerna en las afueras de Langnau im Emmental) de la línea Soleura - Burgdorf - Langnau im Emmental por parte del Emmentalbahn (EB). En 1899 se inauguró el tramo Hasle-Rüegsau - Thun de la línea Burgdorf - Thun por parte del Burgdorf-Thun-Bahn (BTB). En 1902 JS pasaría a ser absorbida por los SBB-CFF-FFS. En 1942 BTB se fusionaría con Emmentalbahn (EB), y creando Emmental-Burgdorf-Thun-Bahn (EBT). EBT pasaría a ser integrada en 1997 en Regionalverkehr Mittelland, que al fusionarse en 2006 con BLS Lötschbergbahn pasaría a ser BLS AG.
Se encuentra ubicada en el borde este del núcleo urbano de Hasle bei Burgdorf, aunque también sirve a la comuna de Rüesgau, situada al noreste de la estación, y únicamente separada de su núcleo urbano por el río Emme. Cuenta con cuatro andenes, dos centrales y dos laterales a los que acceden cinco vías pasantes, a las que hay que sumar un par vías muertas. En el sureste se encuentra la bifurcación de las líneas hacia Langnau y Thun.
En términos ferroviarios, la estación se sitúa en la línea Soleura - Burgdorf - Langnau im Emmental y en la línea Burgdorf - Thun. Sus dependencias ferroviarias colaterales son la estación de Oberburg hacia Burgdorf y Soleura, la estación de Lützelflüh-Goldbach en dirección Langnau im Emmental y la estación de Schafhausen im Emmental en dirección Thun.

## Servicios ferroviarios
Los servicios ferroviarios de esta estación están prestados por BLS:

### Regionales
- RE Soleura - Wiler - Burgdorf - Hasle-Rüegsau - Konolfingen - Thun. Servicios cada hora.
- R (Burgdorf -) Hasle-Rüegsau - Konolfingen - Thun. Servicios cada hora. Algunos servicios son prolongados a primera hora de la mañana o por la noche a Burgdorf.

### S-Bahn Berna
Desde la estación de Hasle-Rüegsau se puede ir a Berna mediante la red S-Bahn Berna operada por BLS:
- S 4 Langnau - Hasle-Rüegsau – Burgdorf – Zollikofen – Berna – Belp – Thun
- S 44 Sumiswald-Grünen – Ramsei – Hasle-Rüegsau -/(Soleura–) Wiler –  Burgdorf – Berna Wankdorf – Berna – Belp – Thun